# Simon Dolensky
Simon Dolensky (* 1984 in Düsseldorf) ist ein deutscher Filmregisseur und Drehbuchautor.

## Leben und Wirken
Simon Dolensky wurde 1984 in Düsseldorf geboren. 2003 war er im Bereich Hörfunkjournalismus und Hörspielproduktionen tätig. Im Jahr darauf folgten dann freiberufliche Arbeiten als Editor für den WDR und das ZDF. In den Jahren von 2005 bis 2009 arbeitete Simon Dolensky dann als freiberuflicher EB-Kameramann. Im selben Jahr produzierte er außerdem virale Werbevideos. 
Seit 2010 studierte Simon Dolensky an der Internationalen Filmschule Köln und machte im Frühjahr 2014 mit dem Spielfilm Nirwana seinen Bachelor of Arts.

## Filmografie (Auswahl)
- 2012: Hives (Košnice), (Regie und Drehbuch bei der Episode Cologne)
- 2014: Nirwana (Regie und Drehbuch)

## Auszeichnungen (Auswahl)
- 2013: Preis Best “ExYU generation Next” beim kosovarischen Filmfestival Skena Up in Priština für Hives
- 2014: Nominierung für den First Steps Award in der Kategorie Spielfilme bis 60 Minuten für Nirwana